# Simon Gedik
 (août 2018).
Si vous disposez d'ouvrages ou d'articles de référence ou si vous connaissez des sites web de qualité traitant du thème abordé ici, merci de compléter l'article en donnant les références utiles à sa vérifiabilité et en les liant à la section « Notes et références ».
Simon Gedik (parfois Gedicke, né le 31 octobre 1551 à Wurzen ; mort à Mersebourg le 5 octobre 1631) est un théologien luthérien saxon.

## Sa vie
Il est le fils du citoyen Wurzen Tiburtius Gedicke et de son épouse Walpurgis, fille du magistrat local Johann Kreiß. À l'âge de 16 ans, il va à Leipzig, d’abord à la Thomasschule et un an plus tard à l'université. Le 18 février 1573, le magistrat de Leipzig le nomme pasteur de l'église Saint-Jean. En 1574, il devient magister et un an plus tard diacre à l'église Saint-Thomas. En 1581, il est nommé professeur de langue hébraïque.
En 1586, Joachim Friedrich von Brandenburg, alors administrateur de l'archevêché de Magdebourg, fait de Gedik un prédicateur de la cour et de la cathédrale à Halle (Saale). Il passe un doctorat en théologie en 1592 aux frais de l'électeur de Wittenberg. En 1598, il suit Joachim Friedrich comme prédicateur de la cathédrale et de la cour à Berlin-Cölln, où il devient également assesseur consistorial et conseiller ecclésiastique ainsi que prévôt de la cathédrale en 1600.
Le passage à la confession réformée de l'électeur Johann Sigismund entraine la remise de la cathédrale de Berlin au clergé réformé. Simon Gedik, critique violemment cette transformation d’un lieu de culte luthérien en église réformée ; aussi l'électeur lui donne-t-il son congé en 1614 et il retourne en Saxe où il devient surintendant, d'abord à Meissen puis en 1616/17 à Mersebourg. Une épitaphe à son nom est placée derrière la chaire de la cathédrale de Mersebourg.